# František Bílkovský
František Bílkovský (10. srpna 1909 Mrákotín – 18. října 1998 Brno) byl český akademický malíř, grafik a ilustrátor.

## Život
František Bílkovský se narodil v rodině ševce v obci Mrákotín u Telče. Tady vznikla jeho celoživotní láska – okouzlení z koní. Variace na toto téma se prolínají celou Bílkovského tvorbou. Již jako student telčské reálky projevoval výtvarné nadání. Na jeho rozvoj měl značný vliv telčský malíř Antonín Václav Slavíček.
Po maturitě na reálce v Telči odešel v roce 1928 do Brna, kde až do odchodu do důchodu pracoval v hlavním povolání jako geodetický technik. Stálé zaměstnání mu poskytlo existenční jistotu a tak se mohl věnoval vlastní umělecké tvorbě.

## Tvorba
Prvně se veřejnosti představil ve studentském časopise v roce 1926. Osvojil si a také dovedně využíval téměř všechny známé grafické techniky, které volil s citem pro námět. S bravurou používal litografii, lept, suchou jehlu a akvatintu.
Za svůj život vytvořil asi 400 ex libris. Mezi sběrateli drobné grafiky jsou dodnes vyhledávány také jeho novoročenky, kterých lze napočítat několik stovek.[zdroj?] Kromě koní se věnoval námětům z přírody Vysočiny. Jeho ilustrace zdobí 115 knih. Tvořil i velké grafické soubory a bezpočet volných grafických listů. Jeho dílo je zastoupeno v soukromých sbírkách, ale i ve sbírkách Národní galerie v Praze, Moravské galerie v Brně a dalších institucí. Bezpočet domácích výstav doplnil ještě výstavami v Lisabonu, Hamburku, Moskvě a dalších městech. Městské muzeum a galerie v Dačicích provozuje od roku 1977 jeho stálou expozici (Malíři Vysočiny – Michael Florián a František Bílkovský).
František Bílkovský zemřel 18. října 1998 v Brně. Pohřben je v rodném Mrákotíně.